# Tor am Kurzen Domberg

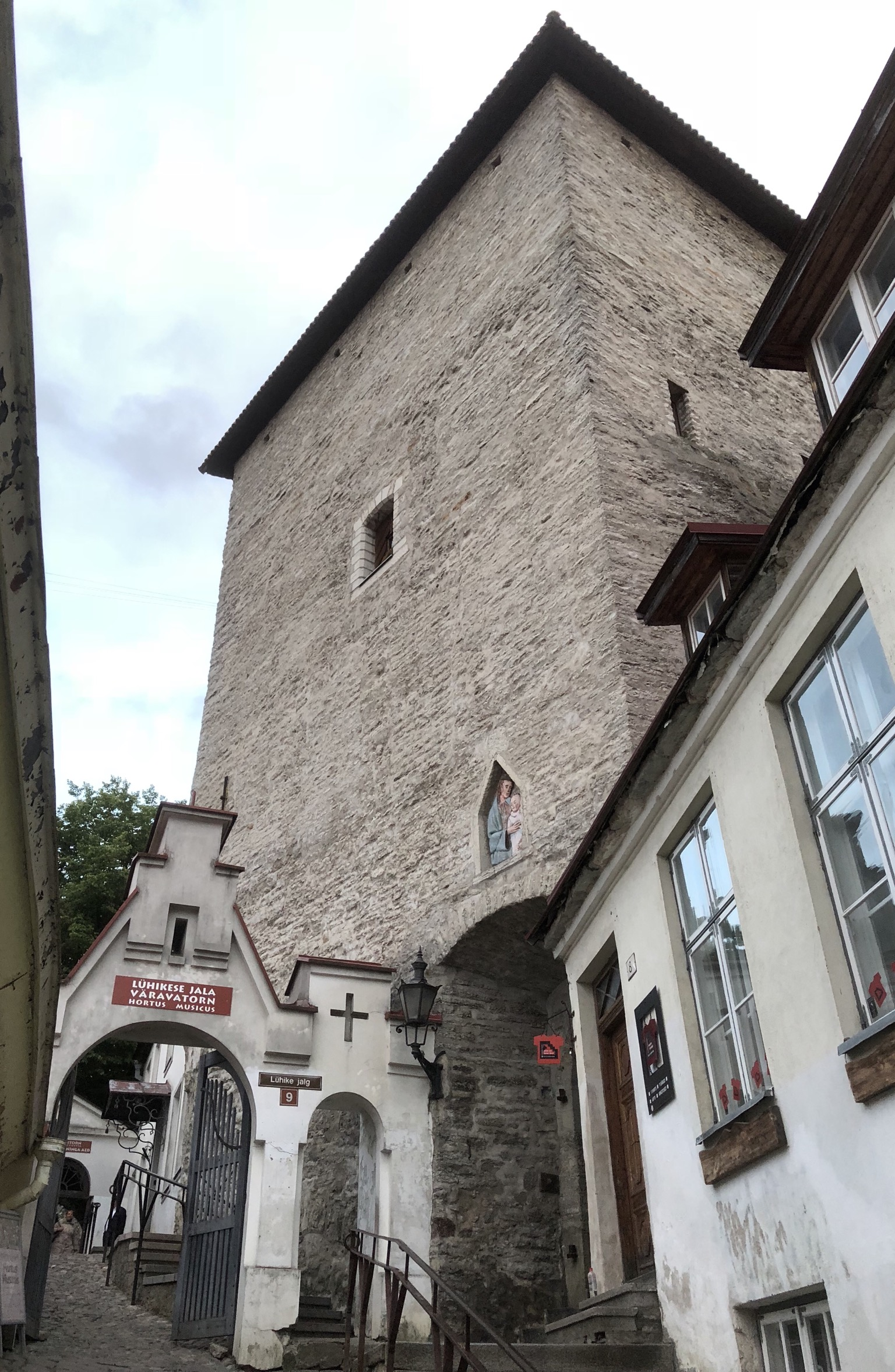
Tor am Kurzen Domberg

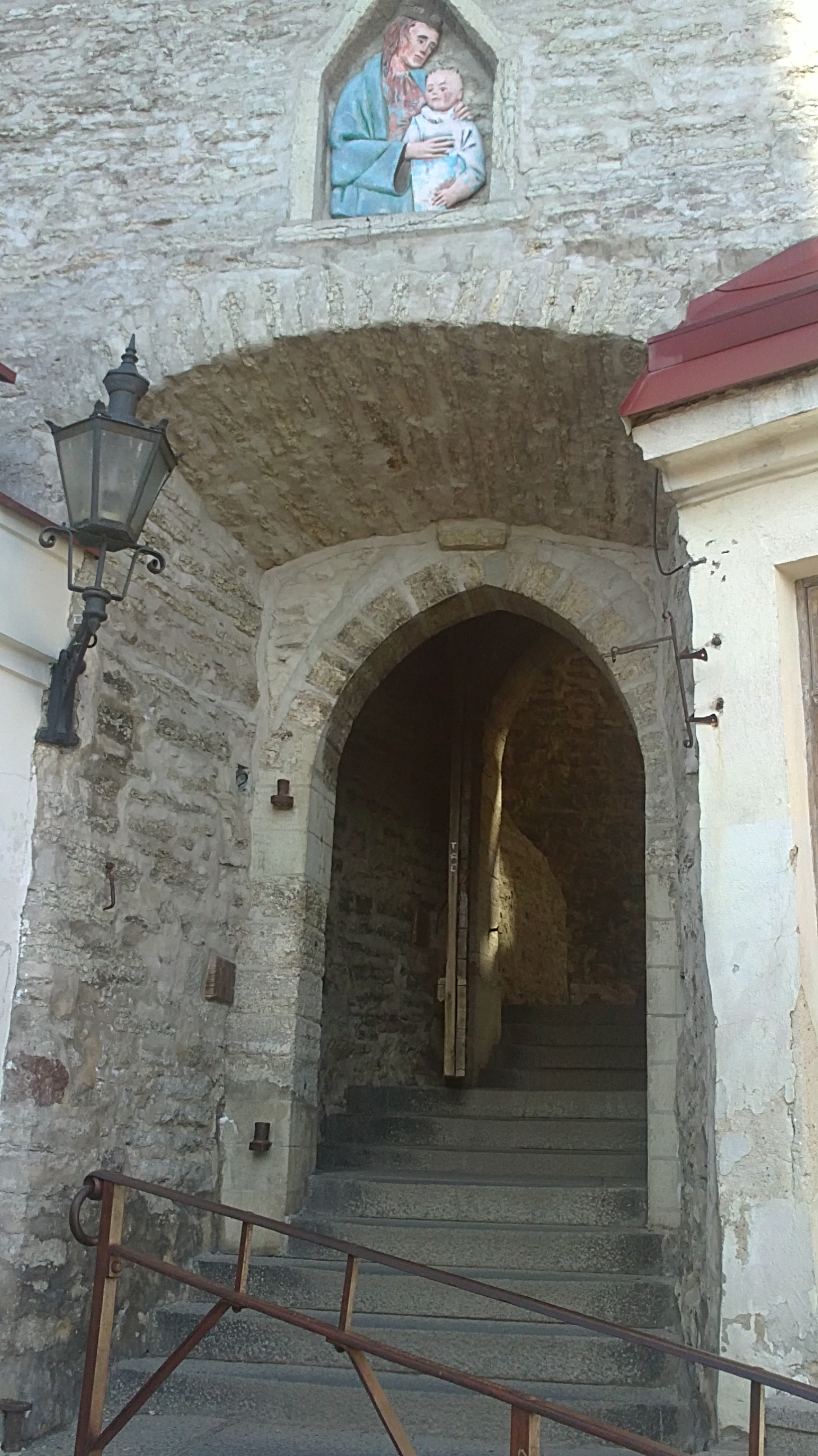
Durchgang durch den Turm mit Skulptur

Das Tor am Kurzen Domberg (estnisch Lühikese jala värav) ist ein Torturm der Revaler Stadtbefestigung in der estnischen Hauptstadt Tallinn (Reval).

## Lage
Er befindet sich am oberen, südlichen Ende der von der Revaler Unterstadt auf den Domberg führenden Gasse Kurzer Domberg (estnisch: Lühike jalg).

## Architektur und Geschichte
Der Turm entstand in den Jahren 1454/55. In der zweiten Hälfte des 18. Jahrhunderts wurde der Turm im oberen Teil umgebaut. Durch den Fuß des Turms führt ein Gang der den Kurzen Domberg mit dem westlich hiervon gelegenen Langen Domberg verbindet. Am Turm befindet sich eine schwere mit Beschlägen und einem historischen Türschloss versehene Eisentür.
Am Turm befindet sich eine von Clawes van der Sittow geschaffene Skulptur der Jungfrau Maria.